# Arthur Herman Bremer
Arthur Herman Bremer (Milwaukee, 21 agosto 1950) è un criminale statunitense che attentò alla vita del governatore dell’Alabama, George Wallace.

## Biografia
Cresciuto in una famiglia disfunzionale appartenente alla classe operaia, frequentò la scuola cattolica Dominican High School, dove si diplomò nel 1969, nonostante fosse sottoposto a bullismo. Si iscrisse poi a un college di Milwaukee, che abbandonò dopo appena un semestre. Dopo aver svolto brevi lavori di basso profilo ed aver lasciato la casa di famiglia, fu arrestato una prima volta per piccole infrazioni e dichiarato mentalmente disturbato, per cui fu sottoposto a psicoterapia.
Il tentato omicidio di George Wallace avvenne il 15 maggio 1972 durante una manifestazione a Laurel, nel Maryland, lasciando Wallace permanentemente paralizzato dalla vita in giù e ferendo altre tre persone presenti. Condannato a 63 anni di carcere (ridotti in appello a 53), è stato rilasciato dopo 35 anni di detenzione, nel novembre 2007, con l'obbligo del braccialetto elettronico, il divieto di avvicinarsi a politici e di lasciare lo stato senza permesso.
Dopo l'arresto per l'attentato a Wallace, venne alla luce il suo diario, dove si scoprì che aveva in precedenza programmato di uccidere il presidente Richard Nixon, ma vi aveva rinunciato ritenendo il suo bersaglio troppo protetto. Lo sceneggiatore Paul Schrader si ispirò al diario di Bremer per il protagonista di Taxi driver, film che per ironia ispirò successivamente John Hinckley Jr. nel suo tentativo di assassinare il presidente Ronald Reagan.
| Controllo di autorità | VIAF (EN) 58324046 · ISNI (EN) 0000 0000 3165 389X · LCCN (EN) n95038016 · BNF (FR) cb16946098c (data) |